# Hashim ibn 'Utba
Hāshim ibn ʿUtba ibn Abī Waqqāṣ al-Zuhrī, la cui kunya era Abū ʿUmar (in arabo هاشم بن عتبة بن أبي وقاص الزهري القرشي‎?; La Mecca, ... – Siffin, luglio 657), è stato un Sahaba.
Nipote di Saʿd b. Abī Waqqāṣ, fu un comandante (Amīr) dell'esercito del Califfato dei Rashidun.
Dalla taglia fisica imponente, Hāshim si convertì in extremis, poco prima della conquista di Mecca (630), Partecipò, sotto il comando di Khalid ibn al-Walid, alle guerra della ridda e contro l'Impero bizantino nella decisiva Campagna del Yarmūk, in cui perse un occhio.
Svolse un ruolo importante nella battaglia di al-Qādisiyya - che aprì le porte alla conquista di al-Madāʾin (Seleucia-Ctesifonte) alle forze arabo-islamiche - e in quella di Jalūlāʾ, in cui al comando delle forze califfali.
Morì combattendo a fianco del quarto califfo 'Ali ibn Abi Talib nella battaglia di Siffin.

La sua tomba e quella del suo amico ʿAmmār b. Yāsir, caduto nella medesima battaglia, si trovano ad al-Raqqa.